# Мартин, Аллан
Сэр Аллан Уильям Мартин (англ. Allan William Martin, 1926 — июль 2002, Канберра, Австралийская столичная территория, Австралия) — австралийский учёный-историк, академик, PhD, доктор истории, профессор Мельбурнского университета, декан университета Ла Троба. Член австралийской гуманитарной академии с 1966 года и австралийской академии социальных наук с 1967 года. Наиболее известен как биограф Генри Паркса и Роберта Мензиса, за вклад в науку удостоен Ордена Австралии, высшей награды страны.

## Ранние годы
Аллан Уильям Мартин родился в 1926 году. Повзрослев служил в Королевских ВВС Австралии во время Второй мировой войны, а затем поступил в Сиднейский университет на факультет истории. Окончив обучение, Мартин некоторое время работал школьным учителем, но позже вернулся в университет, чтобы получить степень магистра исторических наук.
После окончания обучения Мартин был приглашён на работу в недавно созданный Австралийский национальный университет (АНУ) в качестве первого докторанта в Исследовательской школе социальных наук; там он защитил докторскую диссертацию в 1955 году. В его докторской диссертации, под руководством Лори Фитцхардинг и Робина Голлана, была исследована политическая история Нового Южного Уэльса в 19 веке.

## Труды
Аллан Мартин в первую очередь известен как биограф Генри Паркса, премьер-министра и отца-основателя Австралийского государства, которому было посвящено большое количество книг и статей, а также полная биография, и Роберта Мензиса, 12 премьер-министра, который дольше всех находился на своем посту, чья жизнь была уложена в два тома. Он смог их закончить после того, как прекратил преподавательскую деятельность и расстался с должностью декана.

### Статьи
Алланом Мартином было написано 8 статей для Австралийского биографического словаря:
| № | Год выхода | Том | Личность               | Должность                                             |
| - | ---------- | --- | ---------------------- | ----------------------------------------------------- |
| 1 | 1979       | 7   | Реджиналд Блэк         | член парламента и банкир                              |
| 2 | 1969       | 3   | Чарльз Винн-Каррингтон | Губернатор Нового Южного Уэльса, маркиз Линкольншир   |
| 3 | 1969       | 3   | Дэниел Купер           | Спикер законодательной ассамблеи Нового Южного Уэльса |
| 4 | 1993       | 13  | Рой Кертоис            | журналист, издатель                                   |
| 5 | 1972       | 4   | Джон Хэй               | политик                                               |
| 6 | 1986       | 10  | Уильям Макмиллан       | член парламента                                       |
| 7 | 2000       | 15  | Роберт Мензис          | Премьер-министр Австралии                             |
| 8 | 1974       | 5   | Генри Паркс            | Премьер-министр Нового Южного Уэльса                  |

Помимо этого он написал статью о Парксе для Оксфордского биографического словаря.

## Семья
Мартин был дважды женат. Первой его супругой была Джин Мартин, в девичестве Крэйг, социолог и академик, с которой он познакомился во время работы в университете Ла Троба. С ней у него было двое сыновей: Норманн и Билл, второй стал профессором Квинслендского университета. Когда Джин скончалась 25 сентября 1979 года, Аллан женился повторно на академике Берил Роусон, детей с ней не имел.

## Память
После смерти Аллана Австралийская историческая ассоциация учредила премию его имени для молодых историков.

### Комментарии
1. ↑  См Паркс, Генри#Литература